# Janakinagar (Siraha)
Janakinagar (nep. जानकीनगर) – gaun wikas samiti we wschodniej części Nepalu w strefie Sagarmatha w dystrykcie Siraha. Według nepalskiego spisu powszechnego z 2001 roku liczył on 655 gospodarstw domowych i 3972 mieszkańców (1877 kobiet i 2095 mężczyzn).